# (20978) 1981 EW10
(20978) 1981 EW10 est un astéroïde de la ceinture principale d'astéroïdes découvert en 1981.

## Description
(20978) 1981 EW10 a été découvert le 1er mars 1981 à l'observatoire de Siding Spring, situé près de Coonabarabran, en Nouvelle-Galles du Sud, en Australie, par Schelte J. Bus.

### Caractéristiques orbitales
L'orbite de cet astéroïde est caractérisée par un demi-grand axe de 2,25 UA, un périhélie de 1,99 UA, une excentricité de 0,12 et une inclinaison de 6,39° par rapport à l'écliptique. Du fait de ces caractéristiques, à savoir un demi-grand axe compris entre 2 et 3,2 UA et un périhélie supérieur à 1,666 UA, il est classé, selon la JPL Small-Body Database, comme objet de la ceinture principale d'astéroïdes.

### Caractéristiques physiques
(20978) 1981 EW10 a une magnitude absolue (H) de 16,0 et un albédo estimé à 0,059.